# الفقر في أستراليا

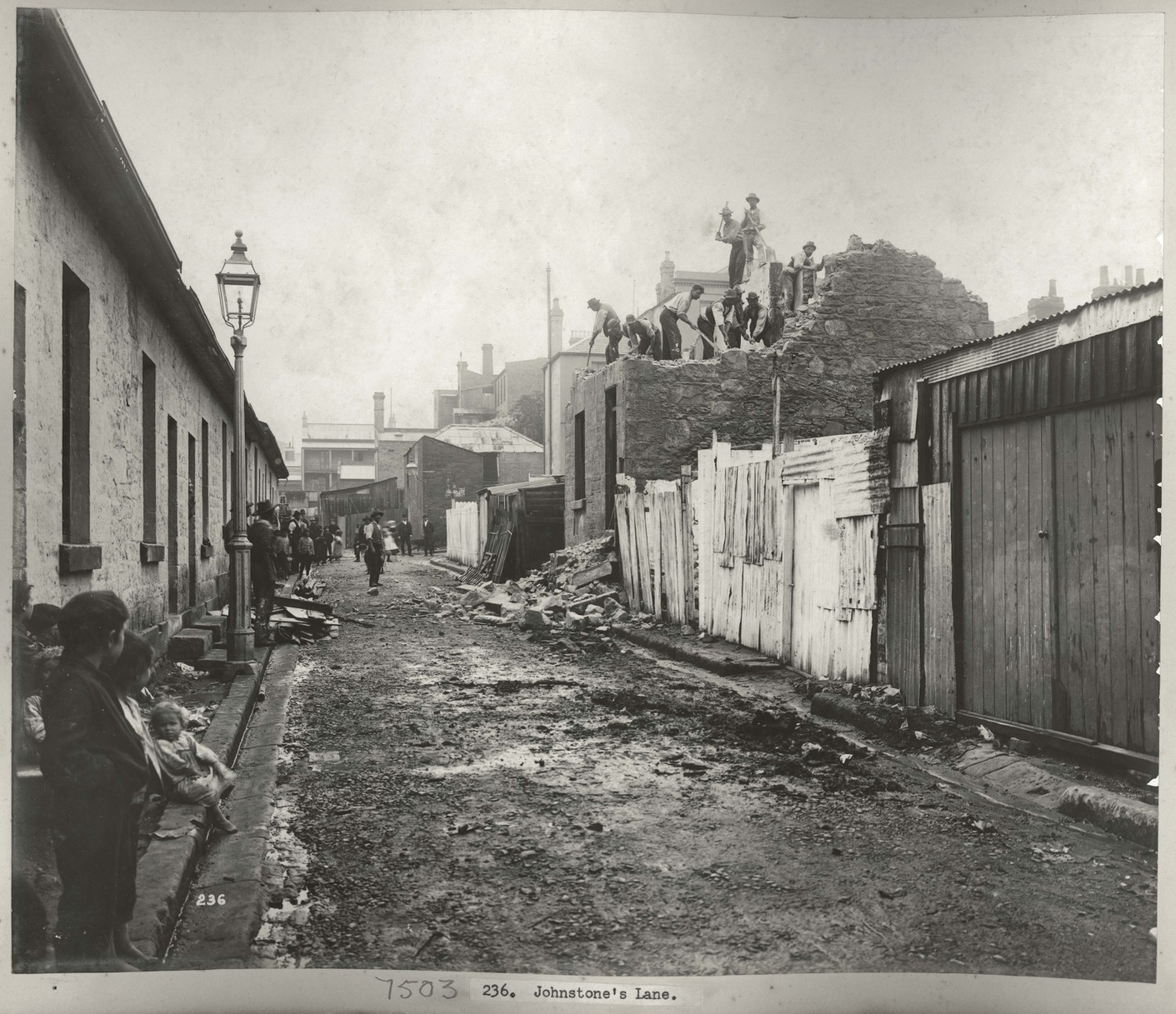
مناطق سيدني المتضررة من تفشي الطاعون الدبلي عام 1900.

يتناول الفقر في أستراليا حالة انتشار الفقر النسبي فيها ومقاييسه. قضية الفقر النسبي ومقاييسه هي من القضايا السياسية المثيرة للجدل، إذ يجادل العديد من سياسيي اليسار الأسترالي بأن الفقر النسبي هو المعيار المناسب للقياس. على سبيل المثال، يتناول فقر الدخل النسبي نسبة السكان التي يكون مدخولها أقل بالمقارنة مع متوسط المداخيل الأخرى. يجادل العديد من سياسيي اليمين الأسترالي بأن هذا المقياس النسبي خاطئ؛ لأنه ينفي وجود الفقر المطلق في أستراليا طالما أنه يأخذ بالحسبان -لأي سبب كان- من يتقاضى أجورًا ضئيلة نسبيًا.
تأتي بعض المعلومات الأخيرة حول الفقر في أستراليا من دراسة أُجرتها الهيئة الأسترالية للخدمات الاجتماعية في عام 2012. يُظهر التقرير، تحت عنوان الفقر في أستراليا، أنه في عام 2010، بعد الأخذ بعين الاعتبار تكاليف الإسكان (السكن)، كان يعيش نحو 2,265,000 شخص أو 12.5% من كل الشعب، من ضمنهم 575,000 طفل (17.3% من كل الأطفال)، ضمن عائلات تقع تحت خط الفقر النسبي المُعتمد على نطاق واسع في البحث العالمي. على أي حال، تناولت الطريقة المستخدمة لقياس الخط مقاربةً قابلة للنقاش (محل خلاف)، كما هو موضح أدناه.
في عام 2016، أطلقت الهيئة الأسترالية للخدمات الاجتماعية تقريرًا جديدًا يكشف أن الفقر ينمو في أستراليا، إذ يعيش نحو 2.9 مليون شخص أو 13.3% من كل الشعب تحت خط الفقر النسبي المُعتمد عالميًا. يُقدَّر أيضًا أنه هناك 731,000 طفل يعاني من الفقر، وأن 17.5% من الأطفال تحت سن الخامسة عشرة هم في حالة فقر.

## تحديد الفقر
الطريقة الرئيسية لقياس الفقر هي بوضع خط فقر وبعدها تحديد عدد الأشخاص الذين يقعون تحت هذا الخط. يمكن لخطوط الفقر أن تكون إما خطوط فقر مطلق أو خطوط فقر نسبي. لا تملك أستراليا خط فقر رسمي، لا مطلق ولا نسبي. استخدم تقريرٌ في عام 2012 -تحت عنوان الفقر في أستراليا- خطي فقر وأخذ أيضًا بالحسبان تكاليف تأمين السكن. استُخدم أول خط فقر من قِبل منظمة التعاون الاقتصادي والتنمية وفي هذه الدراسة، أشار هذا الخط إلى نصف متوسط الدخل لكل الأسر، بأنه، 50% من متوسط الدخل الأسري والخط الآخر هو 60% من متوسط الدخل الأسري.

### الفقر المطلق، الفقر الشديد
خط الفقر المُعتَمِد على أساس دولار أمريكي واحد في اليوم للفرد، قُدم لأول مرة عام 1990، وهو مقياس الفقر المطلق بحسب معايير البلدان الأكثر فقرًا في العالم. حدد البنك الدولي خط الفقر العالمي الجديد بأنه 1.25 دولار في اليوم لعام 2005 (مكافئ لدولار واحد حسب أسعار الولايات المتحدة لعام 1996). لكن مؤخرًا عُدل فأصبح 1.25 دولار و2.50 دولار باليوم. الفقر المطلق، الفقر الشديد، أو الفقر المدقع هي «حالة تتمثل بالحرمان الشديد من الحاجات الإنسانية الأساسية، من ضمنها الطعام، ومياه الشرب الآمنة، ومرافق الصرف الصحي، والصحة، والمأوى، والتعليم والحصول على المعلومات. لا تعتمد (هذه الحالة) على الدخل فقط لكن أيضًا على إمكانية الوصول إلى الخدمات».
مصطلح «الفقر المطلق»، حين يُستخدم في هذا الموضوع، يكون مرادفًا عادةً «للفقر الشديد»: روبرت ماكنامارا الرئيس السابق للبنك الدولي، يصف الفقر المطلق أو الشديد بأنه، «...حالة تتسم بانتشار سوء التغذية، والأمية، والمرض، والوسط المعيشي البائس، والوفيات المرتفعة للأطفال والرضع وانخفاض متوسط العمر المتوقع للبالغين لدرجة أدنى من المستوى المقبول لتحقيق الكرامة الإنسانية». تُعد أستراليا واحدة من دول العالم الغنية. يلاحظ روبرت تانتون في مقالته التي نشرتها قاعدة بيانات أستراليا بوليسي أونلاين، «بينما يتناسب هذا المبلغ مع بلدان العالم الثالث، فإنه في أستراليا، سيكون المبلغ المطلوب ليلبي هذه الاحتياجات الأساسية أعلى بكثير بشكل طبيعي؛ لأن أسعار هذه الاحتياجات أعلى».
على أي حال، بما أن كمية المال المطلوبة للعيش ليست نفسها في كل الأماكن وتختلف باختلاف السنين، وتحديدًا في البلدان المتقدمة جدًا حيث يقع عدد قليل من الأشخاص تحت خطوط الفقر التي حددها البنك العالمي، فإنه غالبًا ما يقوم كل بلد بوضع خط الفقر خاصته.
حُسب خط الفقر المطلق في أستراليا وُفق خط هندرسون للفقر عام 1973. كان 62.70 دولار في الأسبوع، وهو الدخل المتاح (بعد اقتطاع الضرائب والرسوم الإلزامية) لدعم الاحتياجات الأساسية لعائلة مكونة من بالغيَن، وطفليَن بحاجة للإعالة في ذلك الوقت. عُدل خط الفقر هذا بشكل دوري من قِبل معهد ملبورن تماشيًا مع الزيادة في متوسط الإيرادات؛ كان الخط بالنسبة لشخص موظف واحد مُحددًا بنحو 391.85 دولار في الأسبوع (تتضمن تكاليف السكن) في مارس عام 2009. في أستراليا، تُعادِل منظمة التعاون الاقتصادي والتنمية الفقر «بدخل متاح أقل من 358 دولار بالأسبوع لبالغ واحد (يكون أعلى للأسر الأكبر مع الأخذ بالحسبان نفقاتهم الأكبر)».

### الفقر النسبي
يمكن أن يُقاس الفقر أيضًا بطرق نسبية، إذ يُحدد خط الفقر بصفته نسبة من متوسط الدخل أو الرفاهية في المجتمع.
هناك طرق عديدة مختلفة لحساب الفقر النسبي، ما يؤدي إلى استنتاج مستويات مختلفة من الفقر، ويجادل الباحثون كثيرًا حول أين يجب أن يوضع هذا الخط. على سبيل المثال، ذكرت جمعية عائلة سميث والمركز الوطني للنمذجة الاجتماعية والاقتصادية عام 2000 أنه يعاني نحو 1 من 8 أستراليين من الفقر. يقول مركز الدراسات المعتمدة إن بحثهم يبين هذا الرقم بأنه على الأقل 1 من 12 ويمكن حتى أن يكون 1 من 20. هذا لأن خطوط الفقر هذه حُددت بطرق مختلفة:
1. باحثو جمعية عائلة سميث «حسبوا كل المرتبات في أستراليا وقسموها على عدد أصحاب الأجور. يُقسم ذلك المتوسط بعدها إلى النصف لينتج خط الفقر» (المتوسط الحسابي).[9]
2. المركز الوطني للنمذجة «يرتب كل المرتبات في ترتيب تنازلي، يحدد الأجر الموجود في منتصف ذلك المجال(من المرتبات) ويُقسم بعدها ذلك الأجر إلى النصف لينتج خط الفقر» (الوسيط). هذا يُعطي نتائج متباينة جدًا.[10]

مشكلة هذه القياسات أنها تركز على الدخل فقط. لكن يُحدَّدْ الفقر أيضًا من خلال دلائل أخرى مثل التعليم والصحة وإمكانية الوصول إلى الخدمات والبنى التحتية وقابلية التأثر والتهميش الاجتماعي وإمكانية الوصول لشبكة العلاقات الاجتماعية (رأس المال الاجتماعي)، إلخ.
المؤشر المُستخدم بشكل واسع الذي لا يأخذ عوامل الإيرادات بعين الاعتبار هو مؤشر التنمية البشرية الذي يدونه برنامج التنمية التابع للأمم المتحدة سنويًا، والذي يجمع المقاييس المتعلقة بالدخل والصحة والتعليم. في البلدان المتقدمة اقتصاديًا، طُوّر مؤشر الفقر البشري، الذي يأخذ بعين الاعتبار مستويات أعلى من الدخل والصحة والتعليم في هذه البلدان. تُصنّف أستراليًا في مرتبة عالية جدًا ضمن هذه المؤشرات العالمية.

## انتشار نسبة الفقر النسبي في أستراليا
خلال العقد الأول من القرن الواحد والعشرين، كانت عبارة «الأثرياء يزدادون ثراءً والفقراء يزدادون فقرًا» تزداد شهرةً. غالبًا، وُصل لنتائج مختلفة اعتمادًا على الكيفية النسبية التي قيس بها الفقر.

### خط الفقر عام 2001
وفقًا لجمعية عائلة سميث في عام 2001:
1. يعيش 13.0% من الأستراليين في فقر نسبي (2.86 مليون).
2. يعيش 2.9% من الأطفال في فقر نسبي.
3. تعيش 6.8% من العائلات التي يُعيلها شخص واحد في فقر نسبي.

سلط هذا التقرير الضوء على العلاقة بين الفقر والعاطلين عن العمل إذ يواجه العاطلون مخاطر أكبر من الفقر خصوصًا مع الزيادة في حالة العمالة الموسمية (العمل المؤقت: محدد المدة أو موسمي أو يومي).